# Salzgitter
Salzgitter − miasto na prawach powiatu w Niemczech, w kraju związkowym Dolna Saksonia, u podnóży Harzu, między Hildesheimem a Brunszwikiem. W 2022 roku miasto liczyło 104 614 mieszkańców.
Salzgitter jest ośrodkiem górniczo-przemysłowym (wydobycie rudy żelaza, soli kamiennej i potasowych, hutnictwo żelaza, przemysł maszynowy, metalowy i motoryzacyjny). W Salzgitter znajduje się port nad odnogą Kanału Śródlądowego oraz pokłady solanki. Do 2008 roku znajdował się tam kompleksowy zakład firmy MAN produkujący autobusy miejskie, obecnie zakład ten wytwarza jedynie podwozia autobusów wysokopodłogowych.
W mieście znajduje się stacja kolejowa Salzgitter-Ringelheim.

## Historia
W 1937 roku założono tu hutę stali Reichswerke „Hermann Göring” w obecnej dzielnicy Watenstedt. W tym samym roku pobliżu miasta zaczęto budowę domów dla pracowników huty. 1 kwietnia 1942 założono miasto Salzgitter. Na tereny miasta sprowadzano robotników z całej III Rzeszy, początkowo werbowanych, a następnie również przymusowych. Trudne warunki pracy doprowadziły do śmierci tysięcy pracowników, czego świadkiem są cmentarze Jammertal i Westerholz.
10 kwietnia 1945 miasto zajęły wojska amerykańskie. W 1949 komisja reparacyjna w Brukseli nakazała demontaż dziewięciu wielkich pieców, huty, walcowni i licznych obiektów pomocniczych. Sporządzony w następnym roku plan przewidywał rozbiórkę 90% zabudowy przemysłowej i wydobywczej, który zaniechano wskutek protestów pracowników. W latach 1961–1962 powstało sztuczne jezioro w dzielnicy Lebenstedt o nazwie Salzgittersee. 19 października 1963 otwarto nowy budynek ratusza. W 1969 w dzielnicy Beddingen otwarto fabrykę Volkswagena, a w 1972 otwarto basen termalny i solankowy w dzielnicy Salzgitter-Bad. W 1974 w granice miasta włączono gminy Sauingen i Üfingen. W 1985 dzielnica Salzgiter-Bad została oficjalnie uznana za uzdrowisko solankowe.

## Miasta partnerskie
- Finlandia: Imatra (kontakty od ok. 1970, brak oficjalnego aktu partnerstwa)[4]
- Wielka Brytania: Swindon (od 1975)
- Francja: Créteil (od 1980)
- Rosja: Stary Oskoł (od 1987)
- Turyngia: Gotha (od 1988)[3]